# La Chasse (roman)
Pour les articles homonymes, voir La Chasse.
La Chasse est un roman policier français écrit par Bernard Minier, publié chez XO éditions en 2021. C'est le neuvième roman publié par l'auteur et le septième de la série consacrée aux enquêtes du commandant Martin Servaz.

## Intrigue
Martin Servaz est commandant de police à la SRPJ de Toulouse. Ses proches collaborateurs sont le capitaine Espérandieu et le lieutenant Cheung.
L'enquête se déroule à l'automne 2020 pendant la pandémie de Covid-19 alors qu'un couvre-feu est instauré et qu'un second confinement commence.
La nuit, en Ariège, un jeune homme qui surgit d'une forêt sur la route est renversé par une voiture et meurt de ses blessures. Il est nu et a une tête de cerf fixée sur sa propre tête. Les premiers éléments de l'enquête montre qu'il était pourchassé par plusieurs individus.
Dans certains quartiers de Toulouse des émeutes ont eu lieu au cours des mois précédents. Comme le jeune homme habite un de ces quartiers, les autorités craignent que sa mort provoque une nouvelle émeute si toute l'affaire n'est pas rapidement tirée au clair. Martin Servaz est chargé de l’enquête.

## Personnages principaux
- Martin Servaz : capitaine de police à la SRPJ de Toulouse
- Léa Delambre : pédiatre, compagne de Martin
- Gustav : fils de Martin
- Vincent Espérandieu : capitaine de police
- Samira Cheung : lieutenant de police
- Raphaël Katz : lieutenant de police nouvellement promu
- Chabrillac : divisionnaire, patron de la PJ
- Moussa Sarr : victime
- Chérif Sarr : frère de Moussa
- Ariane Hambrelot : jeune fille violée par Moussa
- Esther Kopelman : journaliste à La Garonne
- Serge Lemarchand : brigadier-chef au commissariat du secteur nord
- Kevin Debrandt : jeune homme disparu
- Bernard Lantenais : banquier agressé, victime de Kevin
- Thibaut Donnadieu de Ribes : général retraité

## Éditions
- Bernard Minier, La Chasse, Paris, XO éditions, 2021, 480 p.  (ISBN 978-2-374-48321-4)
- Bernard Minier, La Chasse, Paris, Pocket no 18536, 2022, 528 p.  (ISBN 978-2-266-32290-4)